# Gogo Monster
Gogo Monster (jap. GOGOモンスター) ist ein Manga von Mangaka Taiyō Matsumoto, der im Jahr 2000 in Japan erschien. Der Comic wurde in mehrere Sprachen übersetzt und erzählt von Monstern an einer Schule und dem einzigen Schüler, der sie sehen kann.

## Inhalt
Der Grundschüler Yuki Tachibana spürt als einziger an seiner Schule die Anwesenheit übernatürlicher Wesen. Von seinen Mitschülern wird er für die Geschichten, die er über sie erzählt, verspottet und von den Lehrern gerügt. Nur mit dem neuen Schüler Makoto Suzuki und dem Jungen, den alle IQ nennen, hat er engeren Kontakt. Auch der Hausmeister Gantz glaubt ihm und vermutet, dass die Monster für einige seltsame Ereignisse an der Schule verantwortlich sind. Im abgesperrten obersten Stock, so glaubt Yuki, leben die Monster. Als einige seiner Mitschüler deswegen in der Pause aus Langeweile hingehen wollen, sieht der Junge sie in Gefahr.

## Veröffentlichung und Auszeichnungen
Der Manga erschien am 23. Oktober 2000 bei Shogakukan in einem Band (Tankōbon). Reprodukt brachte im Juni 2021 eine deutsche Übersetzung heraus. Bei Viz Media erschien eine englische Fassung, bei Delcourt eine französische und bei ECC Ediciones eine spanische.
2001 gewann der Manga einen Sonderpreis des Nihon Mangaka Kyōkai Shō. Außerdem wurde er 2006 für den Grand Prix de la Ville d’Angoulême in der Kategorie „Beste Zeichnungen“ nominiert sowie 2009 für den Los Angeles Times Book Prize als Beste Graphic Novel, konnte beide Preise aber nicht gewinnen.